# ريكورد (صحيفة)
صحيفة ريكورد (بالبرتغالية: Record‏)، هي صحيفة يومية رياضية برتغالية متخصصة في تغطية مختلف الألعاب الرياضية. تأسست في 1896 في لشبونة عاصمة البرتغال بواسطة مانويل دياس. تهتم الصحيفة بأخبار فريق سبورتينغ لشبونةعلى وجه الخصوص.
تأسست الصحيفة بواسطة رجل يدعى مانويل دياس. كان دياس بائع للصحف الرياضية. وفي عام 1949، فاز دياس بجائزة اليانصيب في البرتغال، واستغل تلك الأموال بإنشاء الصحيفة. وقد بيعت الطبعة الأولى من الصحيفة في 26 تشرين الثاني عام 1949. وكانت الصحيفة في تلك الفترة تصدر إصداراِ وحيداً في الإسبوع. تعتبر الصحيفة من الصحف الرياضية الرائدة في البرتغال. ففي عام 2011، كان تبيع 62543 إصدار يومياً. وفي مايو 2012 وصل عد قراء نسختها الإكلترونية إلى 216 مليون قارئ.

## وصلات خارجية
- النسخة (بالبرتغالية)